# Kalle Järvilehto
Kalle Järvilehto (* 21. Juli 1995 in Helsinki) ist ein finnischer Snowboarder. Er startet in den Freestyledisziplinen.

## Werdegang
Järvilehto startete international erstmals bei den Olympischen Jugend-Winterspielen 2012 in Innsbruck. Dort belegte er den 16. Platz in der Halfpipe und den 11. Rang im Slopestyle. Bei den Juniorenweltmeisterschaften 2012 in Sierra Nevada errang er den 33. Platz im Slopestyle und den 31. Platz in der Halfpipe. In der Saison 2014/15 siegte er im Big Air beim Snowboard Fest in Štrbské Pleso und im Slopestyle bei den Estonian Open in Kiviõli und belegte beim Frostgun Invitational in Val-d’Isère den zweiten Platz im Big Air. Im April 2015 wurde er in Ruka finnischer Meister im Slopestyle. Im folgenden Jahr kam er bei den X-Games Oslo auf den 19. Platz im Big Air und bei den Snowboard-Weltmeisterschaften 2016 in Yabuli auf den 25. Platz im Slopestyle und auf den sechsten Rang im Big Air. Zu Beginn der Saison 2016/17 startete er in Mailand erstmals im Weltcup und belegte dabei den 36. Platz im Big Air. Bei den Snowboard-Weltmeisterschaften 2017 in Sierra Nevada gelang ihn der 18. Platz im Slopestyle und der fünfte Rang im Big Air. Im Dezember 2017 erreichte er in Mönchengladbach mit Platz drei im Big Air seine erste Podestplatzierung im Weltcup. Bei den Olympischen Winterspielen 2018 in Pyeongchang kam er auf den 32. Platz im Slopestyle und auf den 21. Rang im Big Air. Anfang November 2018 wurde er beim Weltcup in Modena Dritter im Big Air. Es folgte ein zweiter Platz im Big Air in Québec und zum Saisonende den dritten Platz im Big-Air-Weltcup. Beim Saisonhöhepunkt, den Snowboard-Weltmeisterschaften 2019 in Park City, belegte er den 44. Platz im Slopestyle. In der Saison 2019/20 kam er mit drei Top-Zehn-Platzierungen, darunter Platz drei im Big Air in Cardrona, auf den 13. Platz im Freestyle-Weltcup und auf den vierten Rang im Big-Air-Weltcup. In der Saison 2021/22 wurde er finnischer Meister im Slopestyle und belegte bei den Olympischen Winterspielen 2022 in Peking den 28. Platz im Slopestyle sowie den 18. Rang im Big Air.